# Point Reyes National Seashore
 (août 2025).
Si vous disposez d'ouvrages ou d'articles de référence ou si vous connaissez des sites web de qualité traitant du thème abordé ici, merci de compléter l'article en donnant les références utiles à sa vérifiabilité et en les liant à la section « Notes et références ».
Le Point Reyes National Seashore est une aire protégée américaine située sur les bords de l'océan Pacifique, en Californie. Créée le 13 septembre 1962, elle protège 287,44 km2 dans le comté de Marin. Elle attire 2,5 millions de visiteurs par an.

## Description
La péninsule, de forme triangulaire, comprend des plages et des promontoires côtiers sauvages, des criques, des estuaires, des falaises, des prairies et des hautes terres. Certaines parties du parc sont des fermes privées et des ranchs avec des pâturages. Ceux-ci sont loués lors de l'achat du parc pour continuer ces utilisations historiques.
La partie la plus septentrionale de la péninsule est conservée en tant que réserve pour les wapitis de Tule, qui y sont facilement visibles. La réserve est également très riche en rapaces et oiseaux de rivage. 
Le phare de Point Reyes (1870) attire les observateurs de baleines à la recherche de la baleine grise migrant vers le sud à la mi-janvier et vers le nord à la mi-mars. Une colonie d'éléphants de mer se rassemble généralement sur Chimney Beach, qui est protégée par des falaises de trente mètres.

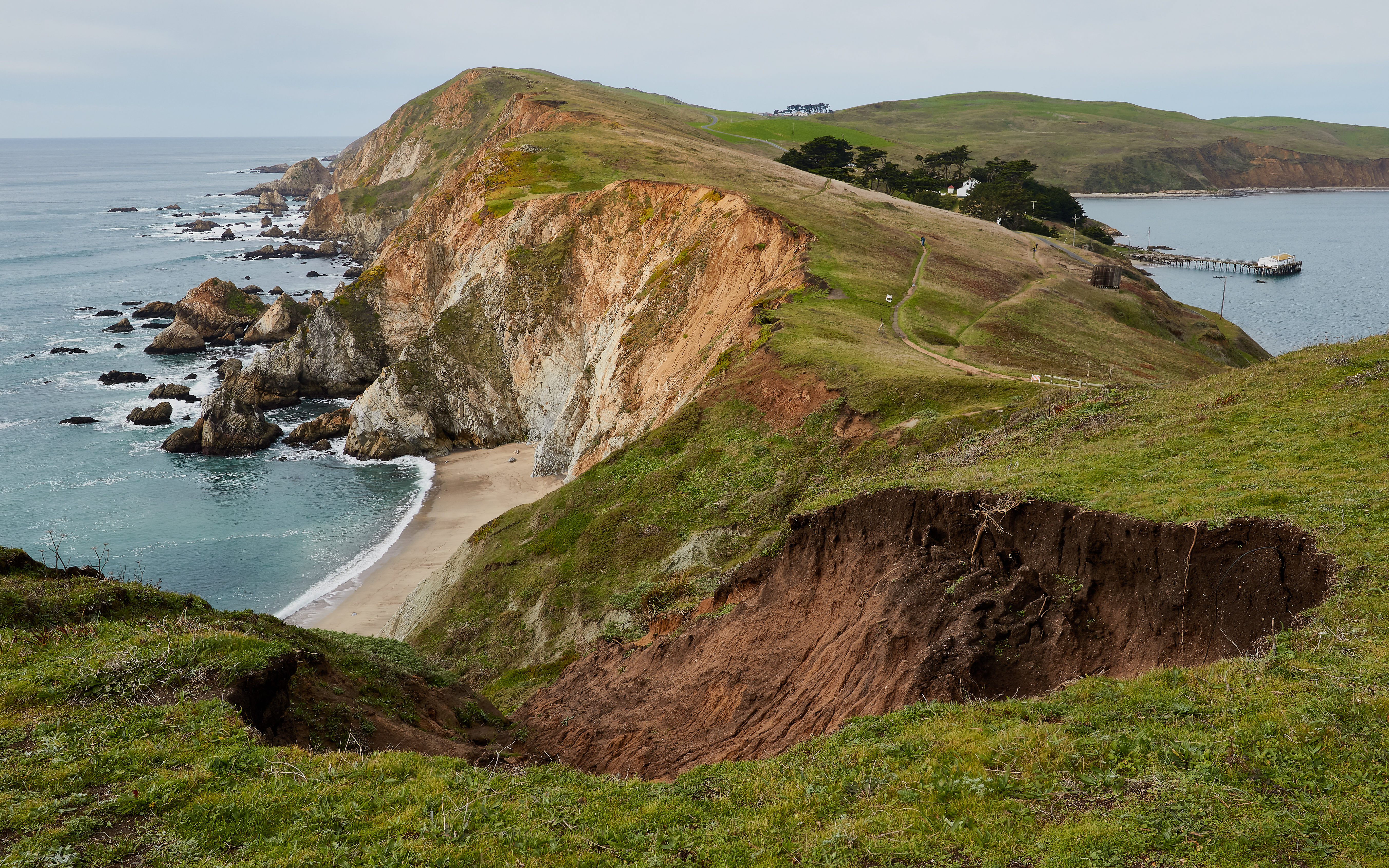
Chimney Rock.
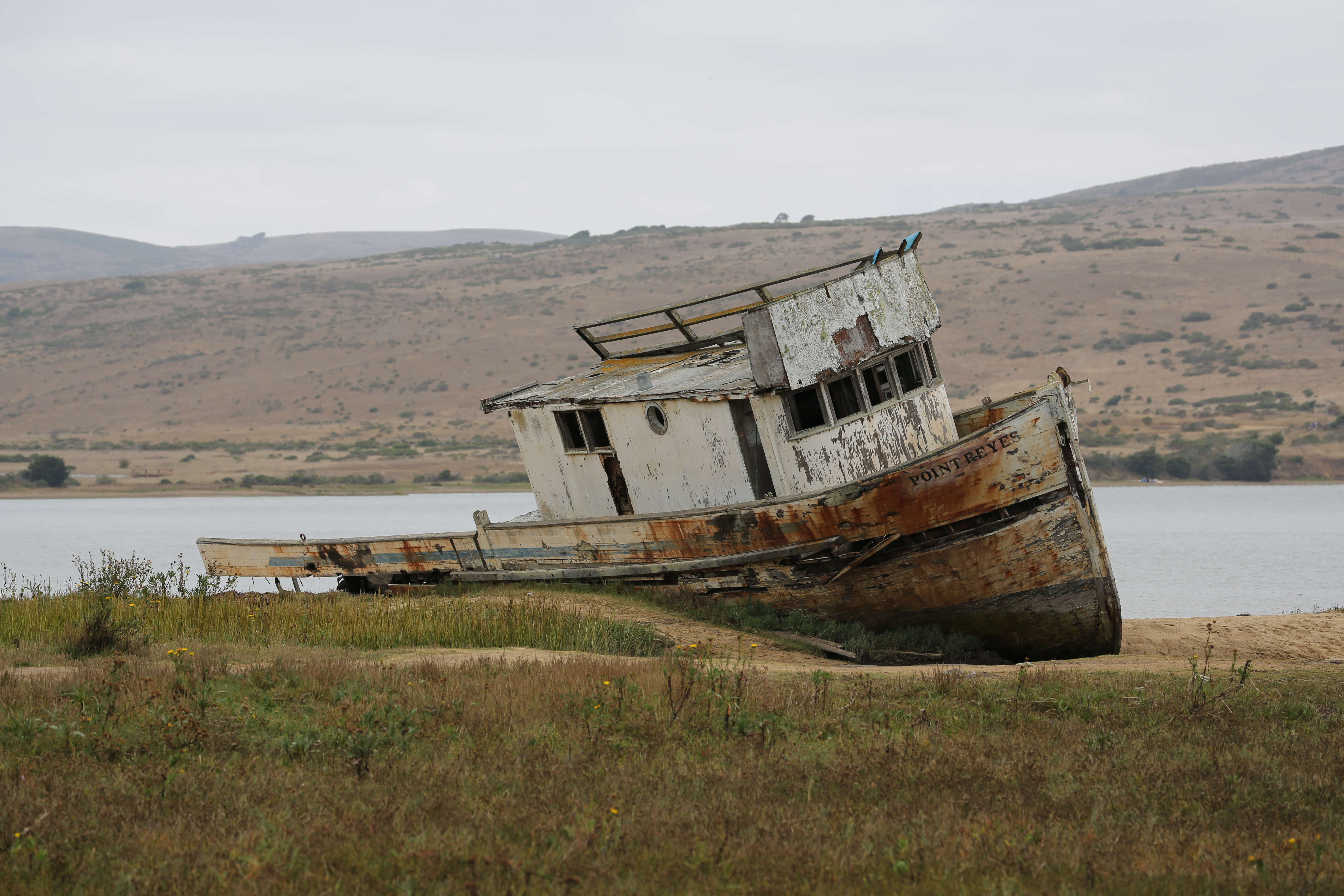
Bateau échoué.
- Carte du parc.
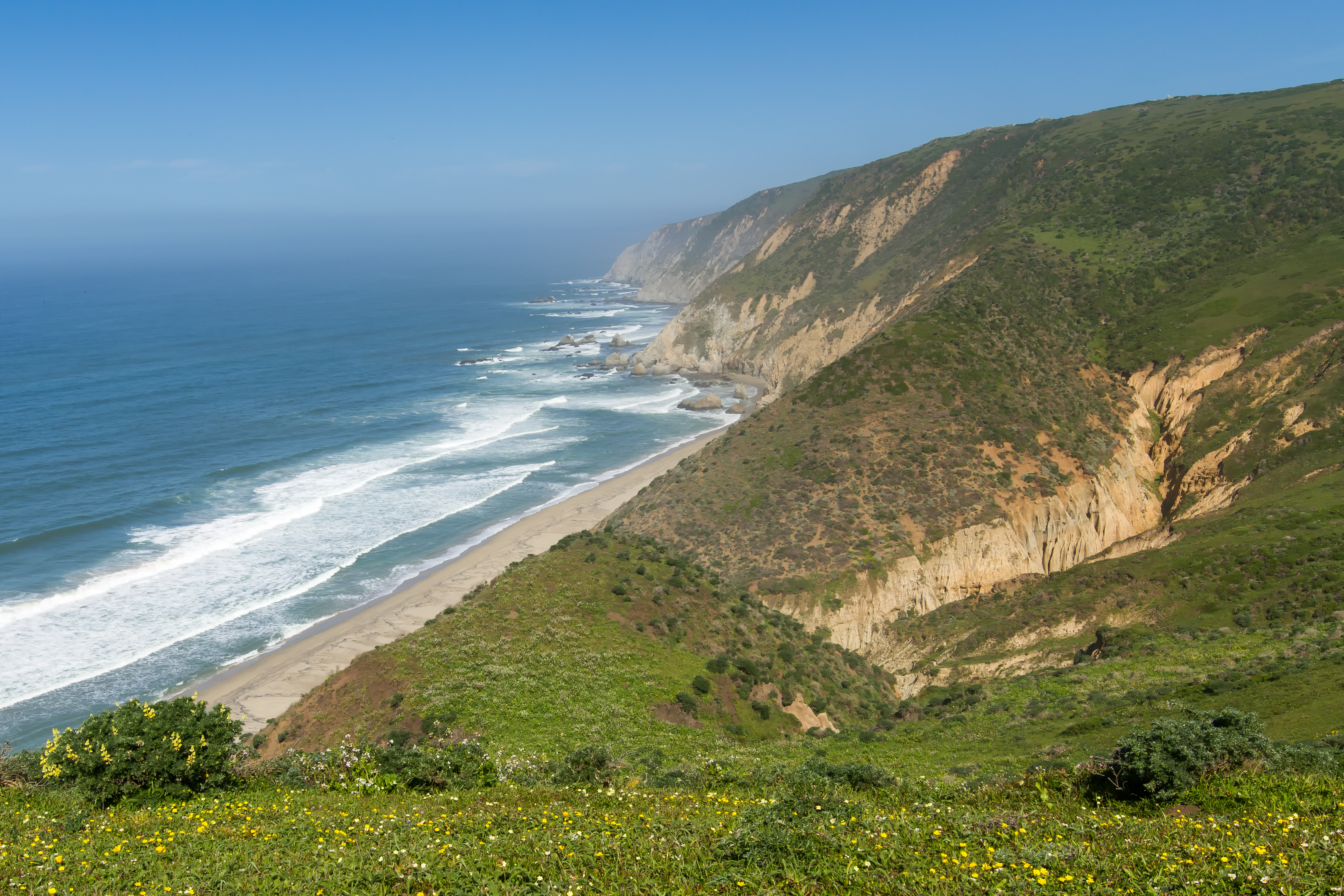
Côte à Tomales Point.
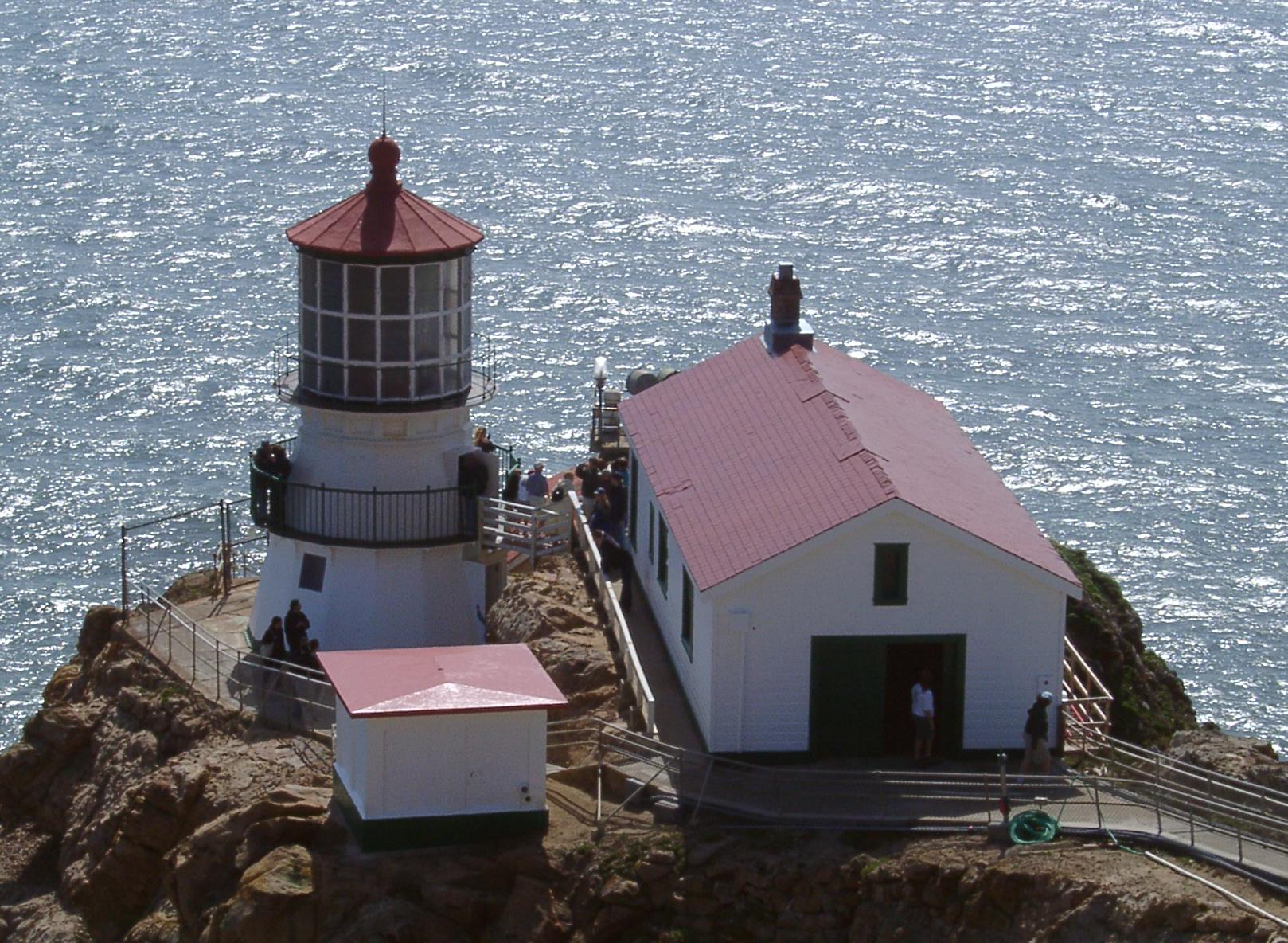
Phare.
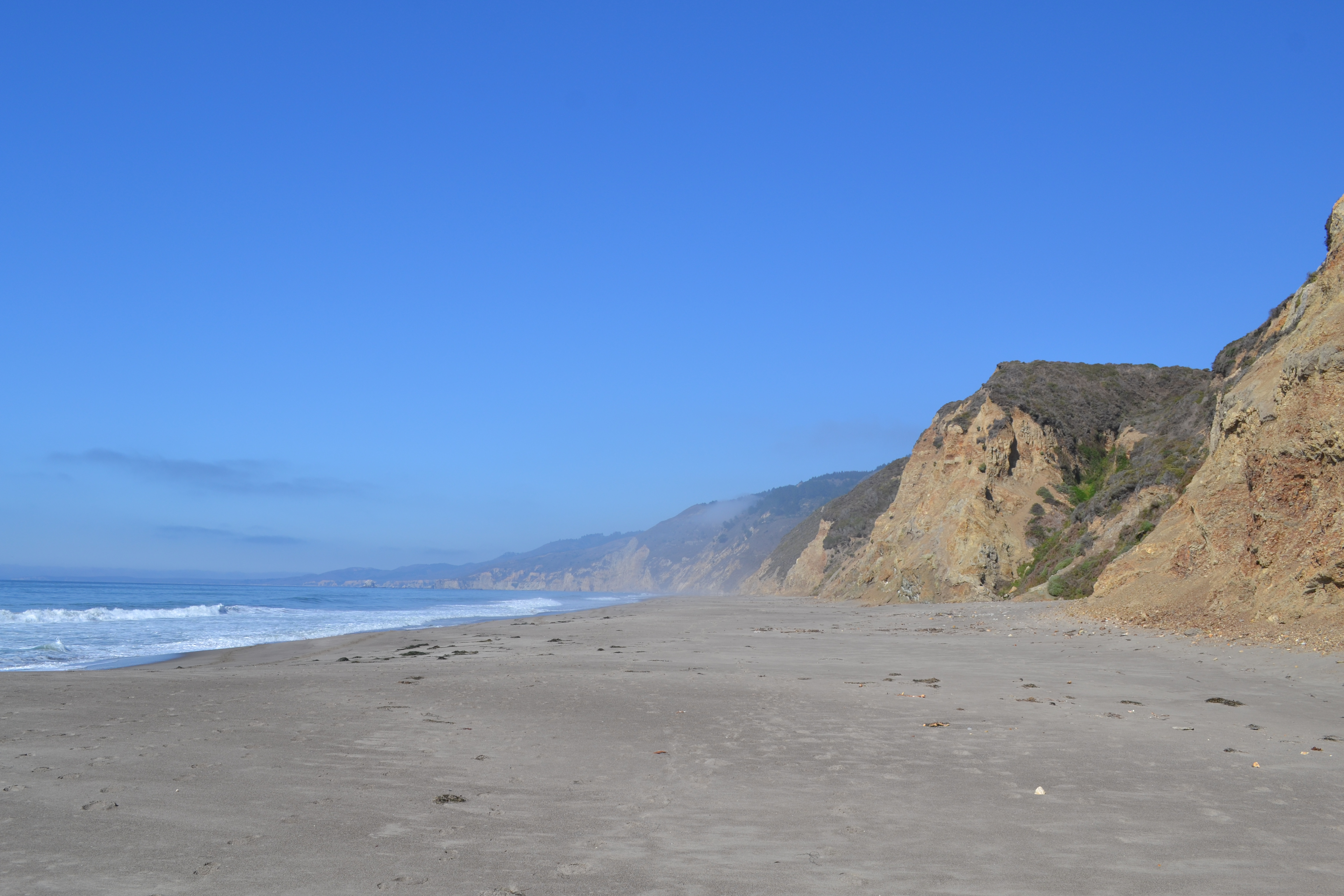
Plage.
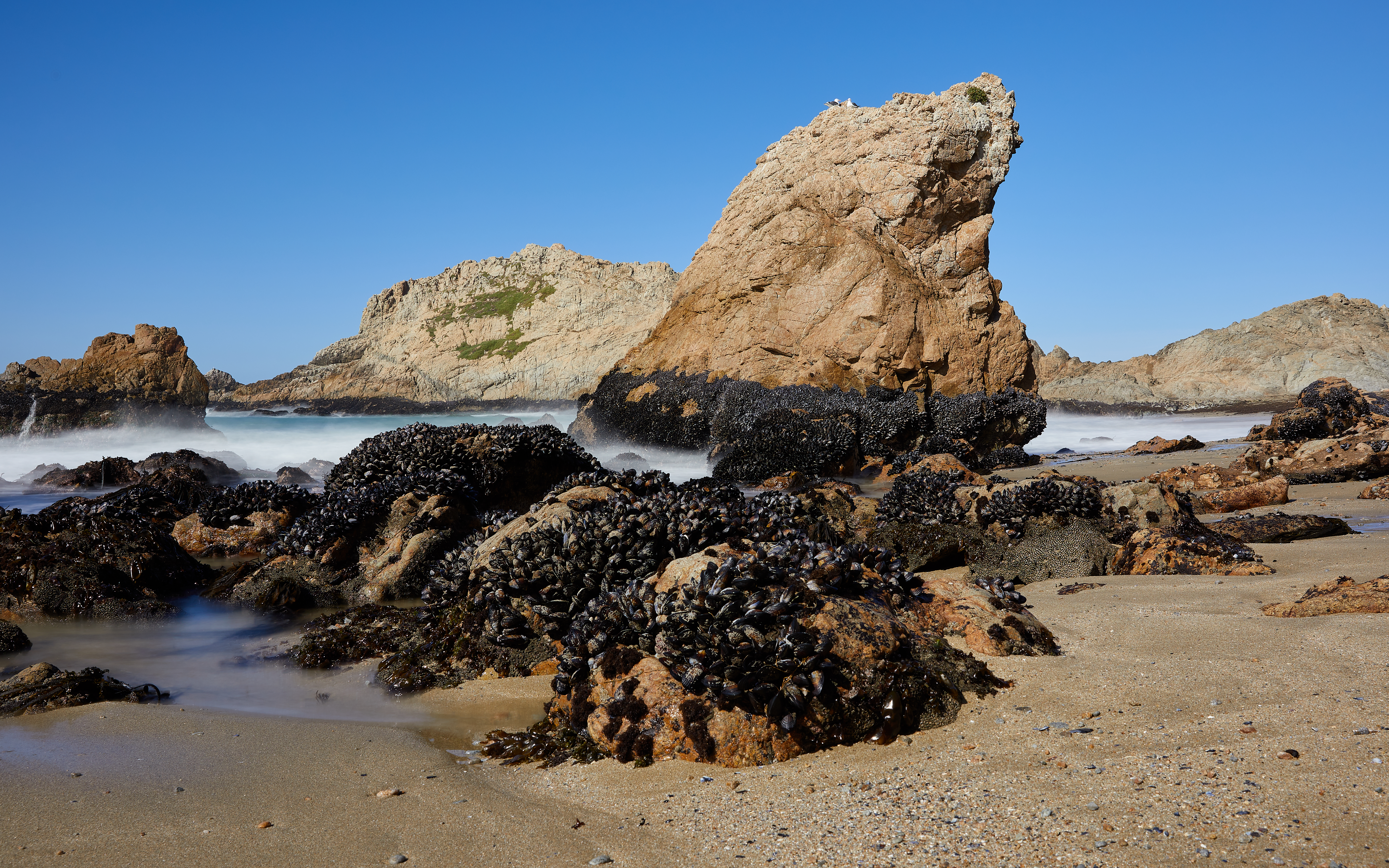
La plage McClures, au Point Reyes National Seashore.
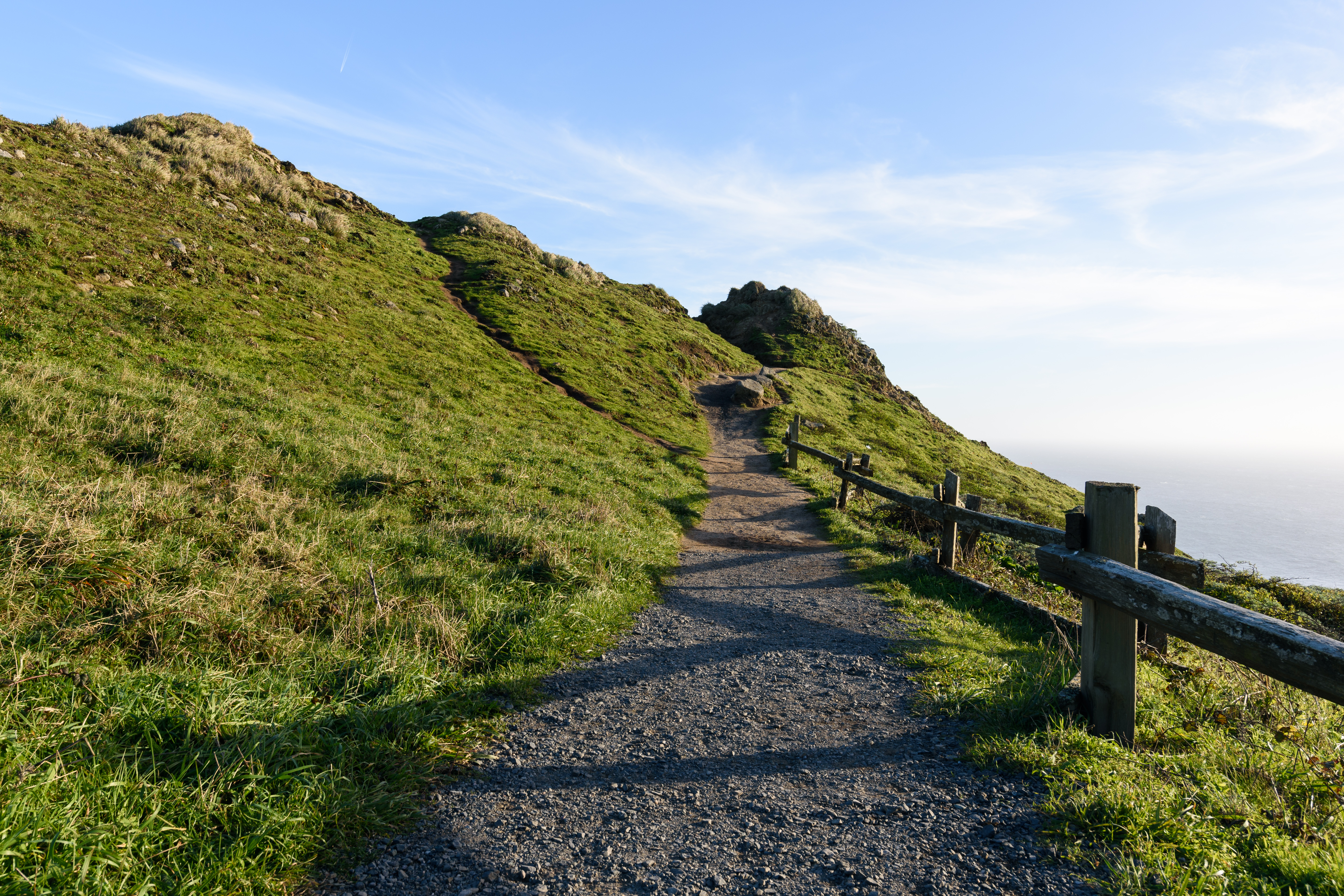
Randonnée dans le Point Reyes National Seashore en décembre 2016.

## Histoire
Ce cap, autrefois peuplé par les Miwoks, est découvert en 1579 par le corsaire anglais Francis Drake, qui l'appelle Nouvelle-Albion. Son nom actuel Point Reyes, soit « pointe des rois », lui est attribué par l'explorateur espagnol Sebastián Vizcaíno qui aborde cette côte le 6 janvier 1603.

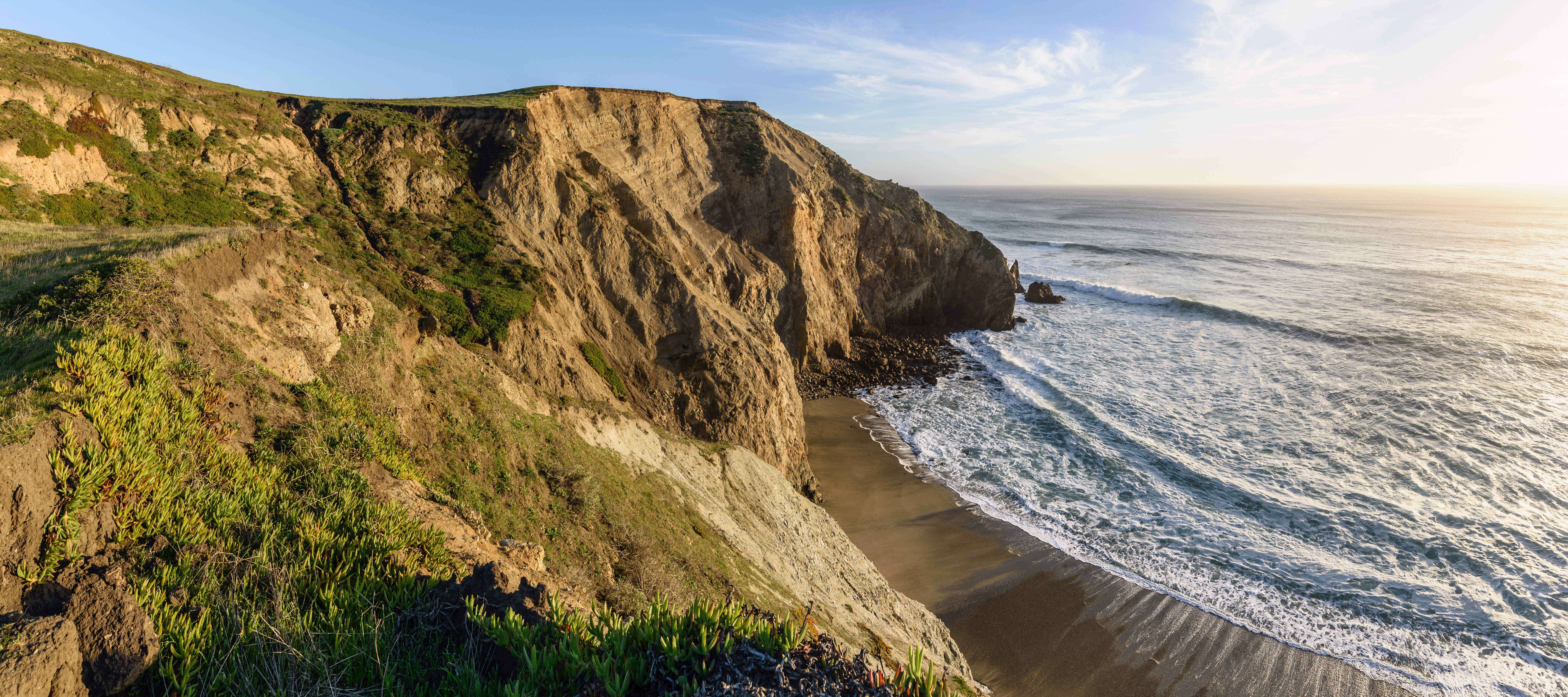
Chimney Rock à Point Reyes National Seashore. Décembre 2016.